# گل‌افشان شهر
گل‌افشان شهر روستایی در دهستان میاندشت بخش مرکزی شهرستان درمیان استان خراسان جنوبی ایران است. بر پایه سرشماری عمومی نفوس و مسکن در سال ۱۳۹۰ جمعیت این روستا ۱۰۱ نفر (در ۱۸ خانوار) بوده است.